# Dvorac Drašković (Veliki Bukovec)
Dvorac obitelji Drašković, barokno-klasicistički, zajedno s dvorskom kapelom, gospodarskim zgradama i parkom nalazi se u središtu naselja Veliki Bukovec. Na temeljima stare rezidencije grof J. K. Drašković 1754/1755. gradi novi dvorac, koji je u 19. st. obnovljen i proširen. Dvorac je jednokatna građevina s izduženim glavnim i kratkim bočnim krilima.